# Aliança dos Líderes Africanos contra a Malária
A Aliança dos Líderes Africanos contra a Malária (ALMA) é uma organização intergovernamental dedicada a terminar com as mortes relacionadas com a malária que foi criada durante a 64.ª Assembleia Geral das Nações Unidas, em 23 de setembro de 2009. Sob a liderança do Presidente Jakaya Kikwete, da Tanzânia, todos os Chefes de Estado e de Governo africanos têm sido convidados a aderir à parceria.
O objetivo da Aliança é proporcionar um fórum de alto nível, advocacia coletiva para garantir: a aquisição, distribuição e utilização eficiente de intervenções de controlo da malária; a partilha de práticas mais eficazes de controlo da malária; e garantir que a malária permanece na agenda política mundial.
Todos os membros da ALMA estão empenhados para alcançar o objetivo do Secretário-Geral das Nações Unidas de garantir o acesso universal a intervenções de controlo da malária até o final de 2010, com o objetivo de acabar com mortes evitáveis por malária até 2015.